# 秩父鉄道1000系電車
秩父鉄道1000系電車（ちちぶてつどう1000けいでんしゃ）は、1986年（昭和61年）に登場した秩父鉄道の通勤形電車。国鉄101系電車を譲受した車両である。

## 概要
100形や800系（元小田急電鉄1800形）といった吊り掛け駆動方式の車両を置き換えるため、1986年（昭和61年）から1989年（平成元年）にかけて、元日本国有鉄道（国鉄）→東日本旅客鉄道（JR東日本）及び日本国有鉄道清算事業団の101系のうち状態の良い3両編成12本36両を非冷房車のままで購入した。国鉄→JRのカルダン駆動方式車が編成単位で私鉄に譲渡された事例はこれが初である。

## 構造
制御電動車のデハ1000形（国鉄時代はクモハ100形）、中間電動車のデハ1100形（同モハ101形）、制御付随車クハ1200形（同クハ101形）からなる3両編成を組む。デハ1000形に電動空気圧縮機とパンタグラフを、デハ1100形に主制御器、電動発電機と主抵抗器を搭載している。
入線時にパンタグラフのPS13形への変更・運行番号表示器の封鎖・保安機器の変更・先頭車車内への間仕切り用アコーディオンカーテンの設置・暖房容量の増大・外板塗装の変更・マスコンを800系で使用されていたデッドマン装置付きのものへの交換・主電動機出力のデチューン（100kW→85kW）が行われた以外、大きな改造はなかった。
改造は1001・1004・1006・1007号編成が大宮工場（現・大宮総合車両センター）、1002号編成が大井工場（現・東京総合車両センター）、それ以外の編成が自社の熊谷工場でそれぞれ施工された。最初の2編成とそれ以降の編成とでは無線アンテナの形状が異なり、前者は棒形のものを、後者は逆L字形のものを装着する。ブレーキシューは入線当初は国鉄時代から引き続いてレジン製のものが使用されたが、後に鋳鉄製のものに取り替えられた。客用ドアは国鉄時代にすべてステンレス製に交換されていた。
その後、埼玉県の補助金交付を受けて1994年（平成6年）から1997年（平成9年）にかけて双方の先頭車に集約分散式冷房装置が搭載された。この際に過電流対策と容量増加に対応するため、従来連結面側に1基のみ搭載されていたデハ1000形のパンタグラフが運転室側にも搭載され、またクハ1200形には冷房電源用の容量90kVAの静止形インバータ (SIV) が搭載された。この際にパンタグラフは再びPS16形に変更された。1999年（平成11年）までにワンマン運転対応工事や座席ユニットの交換、ドアチャイムの設置などが実施された。電動空気圧縮機は当初レシプロ式C-1000形であったが、2002年（平成14年）6月から検査時に103系などで使用されている大容量のC-2000形に交換された。
車体塗装は、登場当初は当時の標準色であるレモンイエローにブラウン帯で、先頭車前面の帯中央に「秩父鉄道」を表記していた。その後は白地に青と赤の帯が正面から側面に回るデザインに変更されるとともに前面窓周りが黒で縁取られた。
当初封鎖された運行番号表示器は1990年（平成2年）までに改造して列車種別表示器として使用され、「各停」「ワンマン」「準急」「急行」「臨時」「回送」「試運転」などの表示が用意されている。このうち「ワンマン」表示はワンマン対応工事施工時に追加された。

## 車両番号の変遷
| ←三峰口羽生→          | ←三峰口羽生→        | ←三峰口羽生→   | 秩父鉄道での運行終了年月日 | 車体塗装                      |
| デハ1001              | デハ1101            | クハ1201       | 2013年10月12日             | スカイブルー                  |
| （クモハ100-117）     | （モハ101-100）     | （クハ101-58） | 2013年10月12日             | スカイブルー                  |
| デハ1002              | デハ1102            | クハ1202       | 2012年5月20日              | 秩鉄リバイバル100形タイプ     |
| （クモハ100-140）     | （モハ101-179）     | （クハ101-61） | 2012年5月20日              | 秩鉄リバイバル100形タイプ     |
| デハ1003              | デハ1103            | クハ1203       | 2014年3月23日              | オレンジバーミリオン（2代目） |
| （クモハ100-133）     | （モハ101-118）     | （クハ101-62） | 2014年3月23日              | オレンジバーミリオン（2代目） |
| デハ1004              | デハ1104            | クハ1204       | 2009年2月28日              |                               |
| （クモハ100-183）     | （モハ101-252）     | （クハ101-75） | 2009年2月28日              |                               |
| デハ1005              | デハ1105            | クハ1205       | 2011年12月13日             |                               |
| （クモハ100-166）     | （モハ101-222）     | （クハ101-64） | 2011年12月13日             |                               |
| デハ1006              | デハ1106            | クハ1206       | 2009年3月31日              |                               |
| （クモハ100-1013(※)） | （モハ101-1013(※)） | （クハ101-65） | 2009年3月31日              |                               |
| デハ1007              | デハ1107            | クハ1207       | 2012年12月8日              | 秩鉄リバイバル旧1000系色      |
| （クモハ100-130）     | （モハ101-112）     | （クハ101-66） | 2012年12月8日              | 秩鉄リバイバル旧1000系色      |
| デハ1008              | デハ1108            | クハ1208       | 2011年8月23日              |                               |
| （クモハ100-154）     | （モハ101-212）     | （クハ101-79） | 2011年8月23日              |                               |
| デハ1009              | デハ1109            | クハ1209       | 2011年2月19日              | ウグイス（関西線色）          |
| （クモハ100-174）     | （モハ101-236）     | （クハ101-80） | 2011年2月19日              | ウグイス（関西線色）          |
| デハ1010              | デハ1110            | クハ1210       | 2014年2月23日              |                               |
| （クモハ100-160）     | （モハ101-208）     | （クハ101-73） | 2014年2月23日              |                               |
| デハ1011              | デハ1111            | クハ1211       | 2010年3月25日              | オレンジバーミリオン（初代）  |
| （クモハ100-175）     | （モハ101-237）     | （クハ101-81） | 2010年3月25日              | オレンジバーミリオン（初代）  |
| デハ1012              | デハ1112            | クハ1212       | 2010年12月3日              | カナリアイエロー              |
| （クモハ100-192）     | （モハ101-263）     | （クハ101-82） | 2010年12月3日              | カナリアイエロー              |

※種車はそれぞれクモハ100-53（新製時モハ90616）とモハ101-50（同モハ90109）とした武蔵野線用難燃車

## リバイバル塗装

### 国鉄色塗装
埼玉県さいたま市内に鉄道博物館が2007年（平成19年）10月14日に開館したのに合わせて、12本在籍する編成のうち4本が101系で使用された国鉄色を模した塗装に変更されている。
最初の編成は同年7月末に変更された1011号編成で、オレンジバーミリオン（朱色1号）一色とされ、同年9月1日・2日に運行された臨時急行から運用を開始した。2編成目は1001号編成がスカイブルー（青22号）一色に塗り替えられ、同年10月14日の臨時急行から運用を開始した。3編成目は1012号編成でカナリアイエロー（黄5号）一色に塗り替えられ、同年11月24日の臨時急行から運用を開始した。また、2008年4月5日には4編成目として1009号編成がウグイス色（黄緑6号の地色で先頭車前面にカナリアイエローの帯を加えた関西本線塗装）に塗り替えられ、他の3編成と同様に臨時急行から運用を開始した。これらの編成は先頭車前面の車両番号表記が種別表示器上部から助士席側窓ガラス内側上部に掲出されるプレートに変更されている。このプレートはJR東日本の首都圏エリアの通勤形電車に掲出される編成札のスタイルに近く、国鉄時代をイメージしたものとされる。
なお、2010年（平成22年）3月25日に7500系が投入されたことに伴い、オレンジバーミリオン編成は廃車となった。その後、同年12月にカナリアイエロー編成が、2011年（平成23年）2月にウグイス編成が廃車となった。
1003号編成は、2011年5月14日に開催された「わくわくチャリティーフェスタ」で車体塗装変更の投票が行われた結果、最多投票となったオレンジバーミリオン塗装となり、同年8月25日から運用を開始した。本系列のオレンジバーミリオン編成の登場は1年5か月ぶりとなった。

### 旧型車両塗装
2009年からは、秩父鉄道の創立110周年を記念し、国鉄色塗装に変更されていない編成の一部を同社の旧型車両で使われていた塗色に変更される編成も出てきた。その第一陣として1002号編成がかつて100形で使用されていた小豆色とクリーム色のツートンカラーに塗り替えられ、同年5月30日の臨時急行から運用を開始した。ただし、初日の臨時急行は国鉄色編成の時とは異なり、急行料金は不要となった。また、特製ヘッドマークも装着された。この塗装は100形の運用末期を再現したものであり、正面に「秩父鉄道」の表示がなされているほか、先頭車の側面には「CTK」のロゴが取り付けられている。
また、同年10月3日には第二陣として1007号編成が本系列登場時の車両の標準塗装だった黄色に茶色の帯の車体に変更され、同日の臨時急行「秩父鉄道創立110周年記念号」から運用を開始した。こちらも急行料金不要となり、正面に「秩父鉄道」の表示がなされている。
同年11月23日に三峰口駅構内で開催された「おかげさまで110周年 ありがとうフェスタ」では、2編成が同時に展示された。
なお、これらのリバイバル塗装電車の運行開始を記念して、主要駅で特製台紙付き入場券を発売している。

### ヘッドマーク装着時の対応
- 2007年10月14日の臨時急行列車に充当された1001号編成と同年11月24日に充当された1012号編成には、「鉄道博物館開館記念」とリバイバル塗装の本系列2本をあしらった2種類の特製ヘッドマークが先頭車の前面下部に装着された。また、通常ダイヤで運行中のリバイバル塗装編成にも同様に装着された。
- 2008年4月1日の和銅黒谷駅改称記念イベントでは、1012編成に和同開珎をあしらった特製ヘッドマークが装着された。
- 2008年5月17日に広瀬川原車両基地で開催された「第4回わくわく鉄道フェスタ」に関連して塗装変更された編成に特製ヘッドマークが装着され、そのうち3編成が同会場で展示された。1011号編成にかつて中央線快速で使われていた「特別快速」のヘッドマークをあしらった「秩父路 特別快速」のヘッドマークが、それ以外の編成にイベントのためのヘッドマークが装着された。また、各駅から同基地への臨時列車にも塗装変更した編成が使用された。また、2009年5月16日の「第5回わくわく鉄道フェスタ」でも1009号編成がヘッドマークを装着して臨時列車に充当した。さらに、2010年5月15日の「第6回わくわく鉄道フェスタ」でも1002号編成と1007号編成が展示された。
- 2008年から車内に俳句ポスターを掲示した秩父鉄道整備促進協議会主催の「俳句展示列車」にリバイバル編成が使用され、特製ヘッドマークが装着された。同年の第9回は1009号編成、2009年の第10回は1011号編成、2010年の第11回は1002号編成が使用された。
- 2008年7月下旬からは塗装変更された編成に沿線の夏の祭事のヘッドマークが装着された。1011号編成は「秩父音頭まつり」、1001号編成は「寄居玉淀水天宮祭」、1012号編成は「長瀞船玉まつり」、1009号編成は「あついぞ!熊谷 熊谷花火大会」（いずれも8月開催）となっており、それぞれの祭事開催日まで装着した。2009年実施分は1012号編成が「寄居玉淀水天宮祭」、1001号編成が「長瀞船玉まつり」、1005号編成が「あついぞ!熊谷 熊谷花火大会」となった。さらに2010年実施分は1009号編成が「秩父音頭まつり」、1002号編成が「寄居玉淀水天宮祭」、1012号編成が「長瀞船玉まつり」、1007号編成が「あついぞ!熊谷 熊谷花火大会」となった。なお、2011年実施分はオリジナルカラーの1010号編成に「秩父音頭まつり」のヘッドマークが装着された。
- 2009年2月11日には1001号編成が「杉ちゃん&鉄平号」として運転され、特製ヘッドマークも装着された。
- 2009年9月27日に運転された「熊高の森づくり記念号」は、本系列を中心に特製ヘッドマークが装着された。
- 2009年10月30日 - 11月3日の「第21回全国生涯学習フェスティバル まなびピア埼玉2009」開催時には、そのPRとして1010号編成に特製ヘッドマークが装着された。
- 2009年11月23日に開催された「おかげさまで110周年 ありがとうフェスタ」では、国鉄色に塗装変更された編成に特製ヘッドマークが装着された。
- 2010年3月25日の7500系デビュー記念ミニイベントの時は、1011号編成に「1011 さよなら」と「秩父路 特別快速」の2種類の特製ヘッドマークが装着された。
- 2010年11月13日に開催された「創立111周年記念秋フェス in みつみねぐち」では、1001号編成と1009号編成に特製ヘッドマークが装着された他、1012編成には「1012 FINAL」と描かれた特製ヘッドマークも装着された。
- 2010年12月24日の7500系7502号編成デビュー記念ミニイベントの時は、1012号編成に「1012 さよなら」と「1012 Sayonara」の2種類の特製ヘッドマークが装着された。
- 2011年2月19日、1009号編成の営業運転終了を記念して臨時急行に充当された際に、「1009 さよなら」の特製ヘッドマークが装着された。
- 2011年8月25日、1003号編成のオレンジバーミリオン塗装での運用開始に際し、「REVIVAL COLOR 1003F 2011.8.25. COME BACK ORANGE VERMILLION 秩父鉄道」と表記された特製ヘッドマークが装着された[10]。

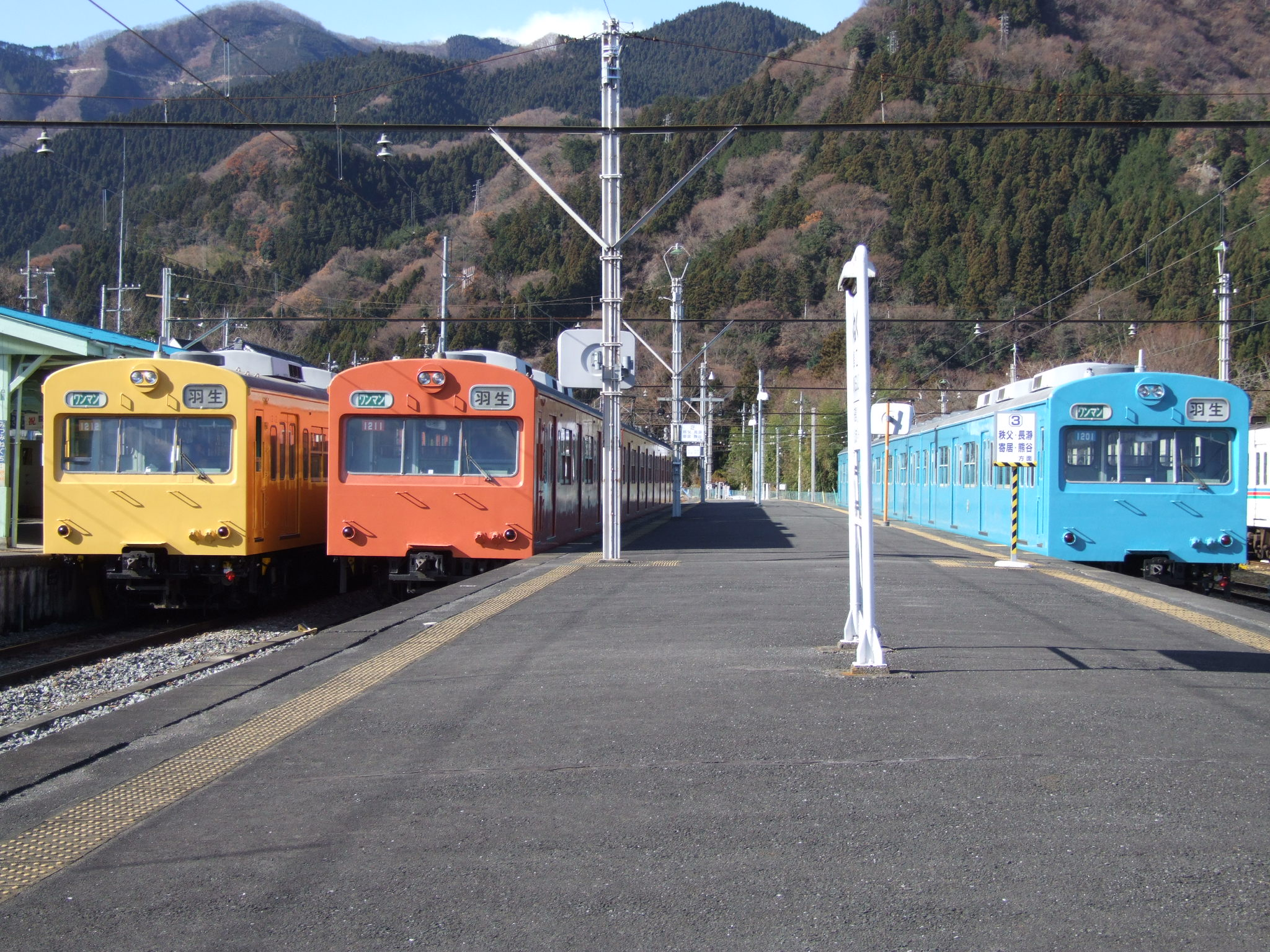
（左側より）カナリアイエロー、オレンジバーミリオン、スカイブルーの塗装が施された1000系 （2007年12月16日、三峰口駅）
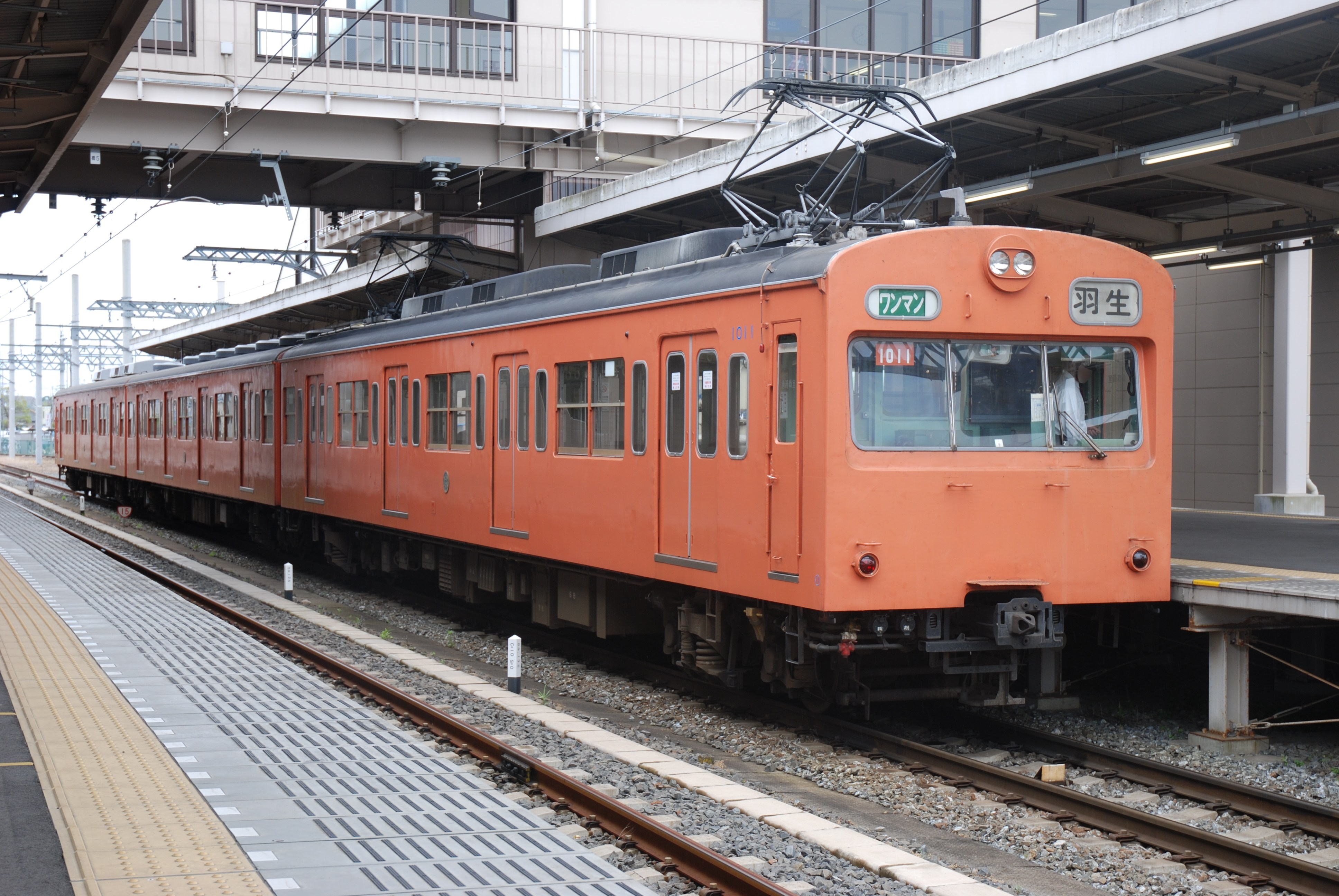
オレンジバーミリオン塗装となった1011号編成 （2009年5月24日 羽生駅）
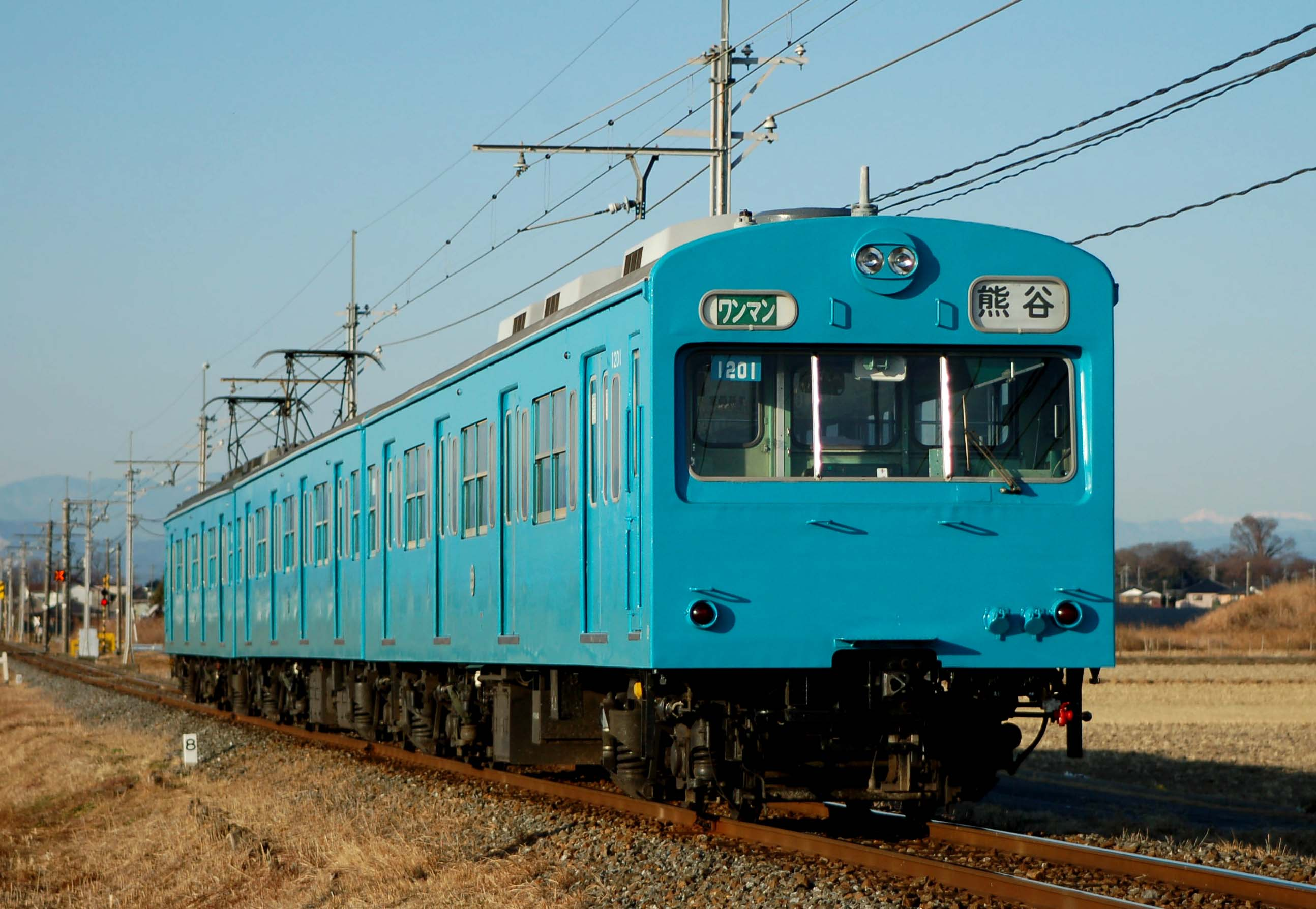
スカイブルー塗装となった 1001号編成 （2008年1月26日 新郷 - 武州荒木間）
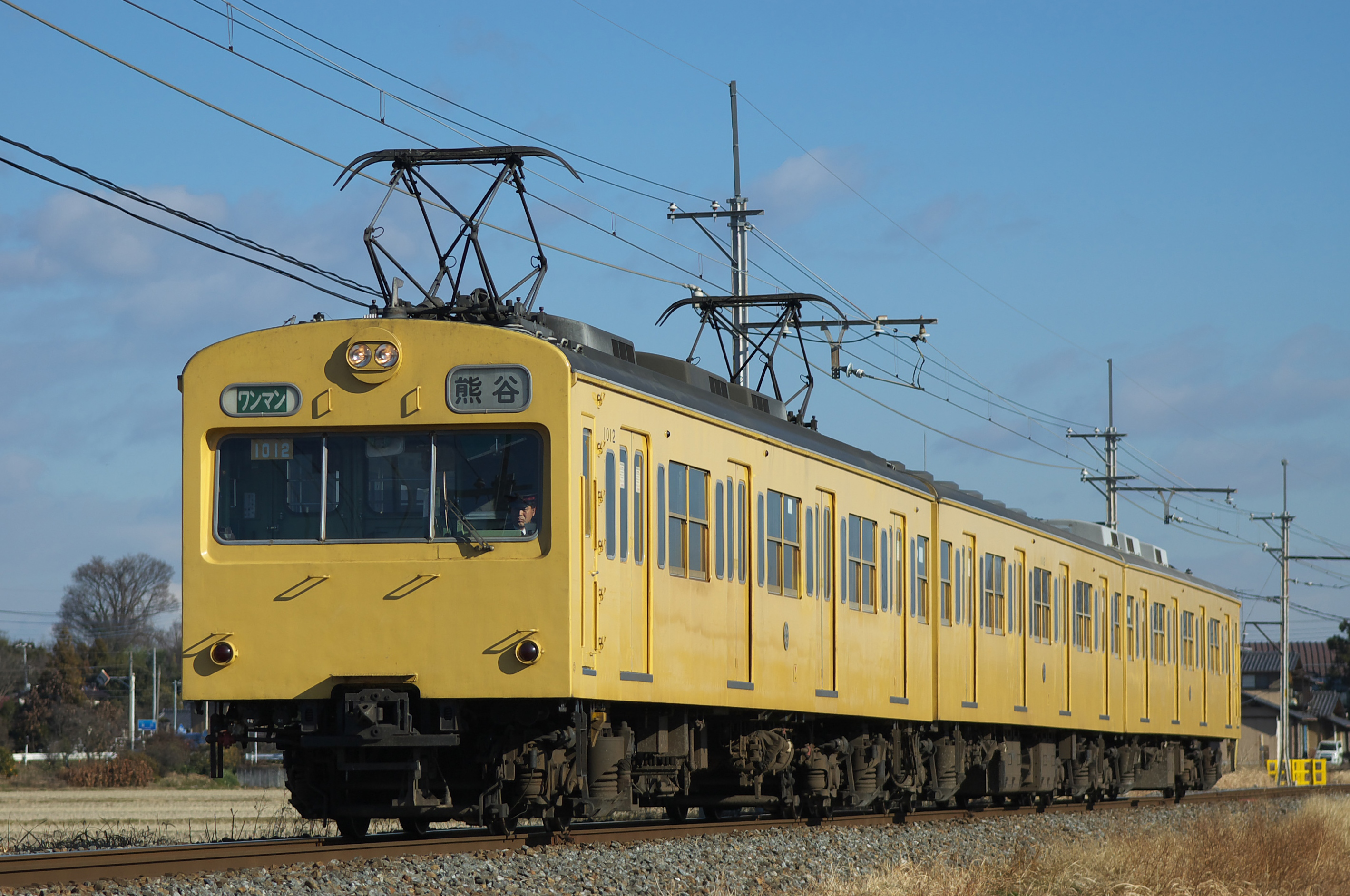
カナリアイエロー塗装となった1012号編成 （2009年1月2日 武州荒木 - 東行田間）
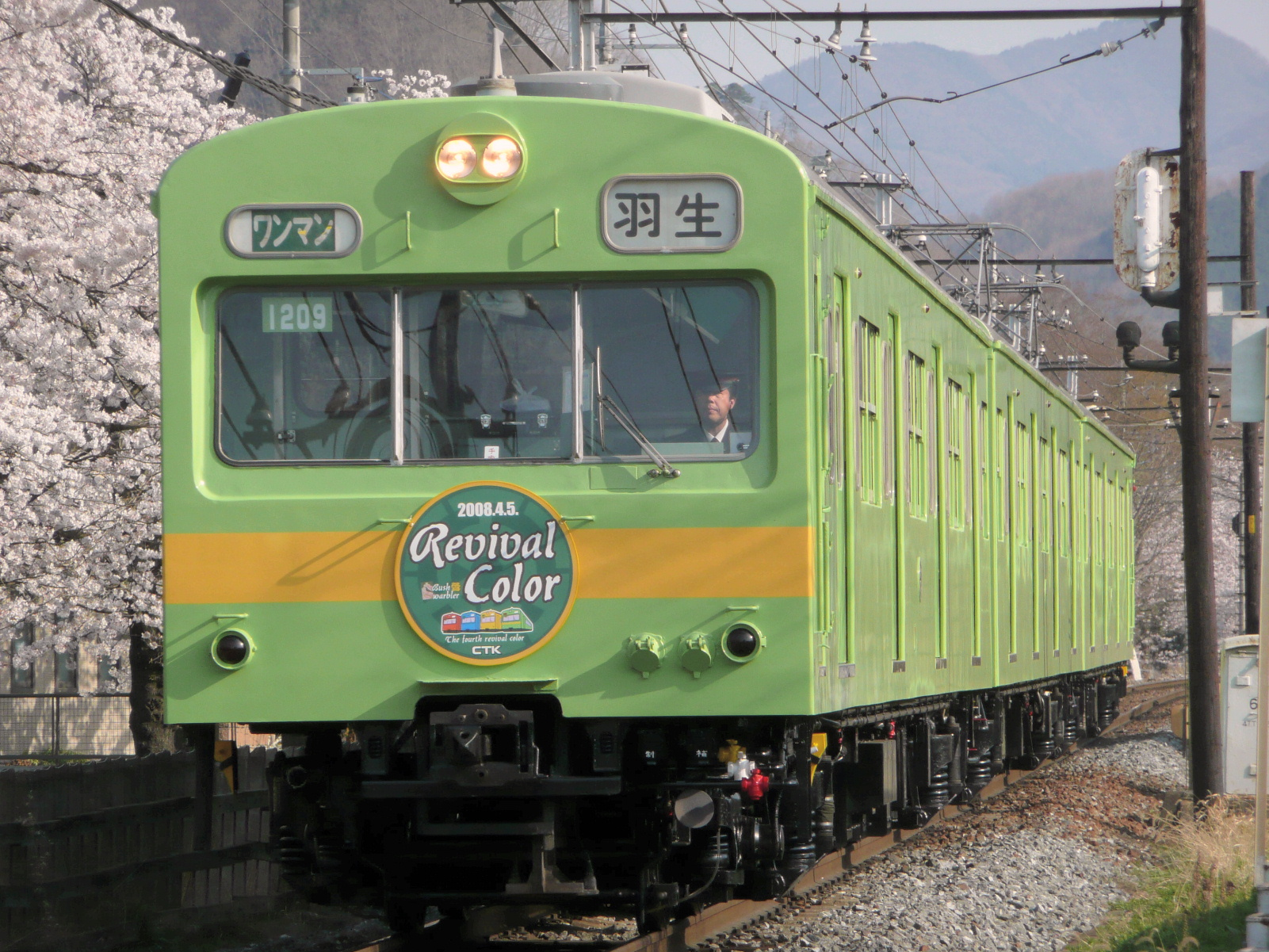
関西線時代のウグイスにカナリアイエローの帯の塗装となった1009号編成 （2008年4月6日 長瀞 - 上長瀞間）
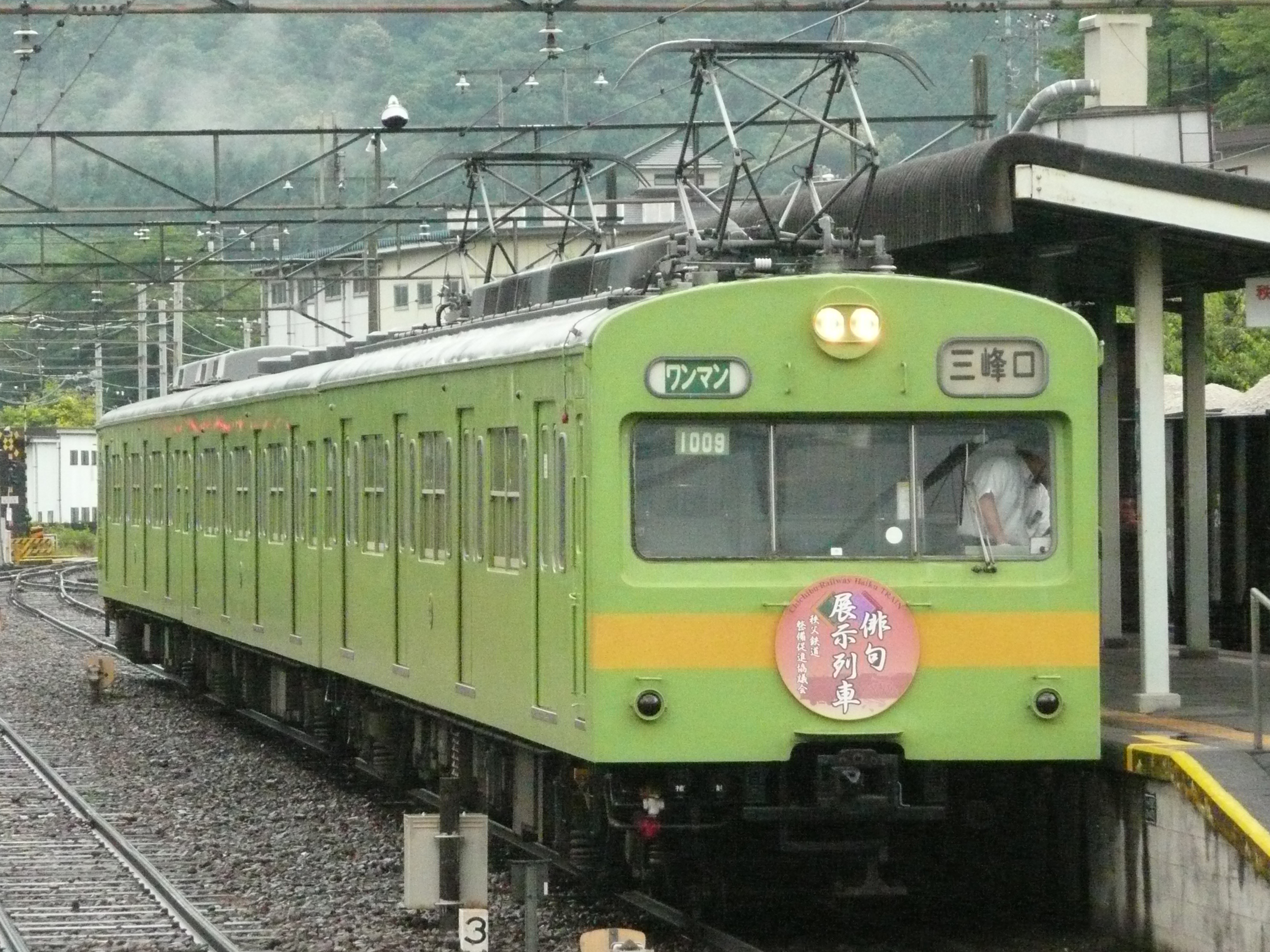
1009号編成が使用された 俳句展示列車 （2008年6月22日 親鼻駅）
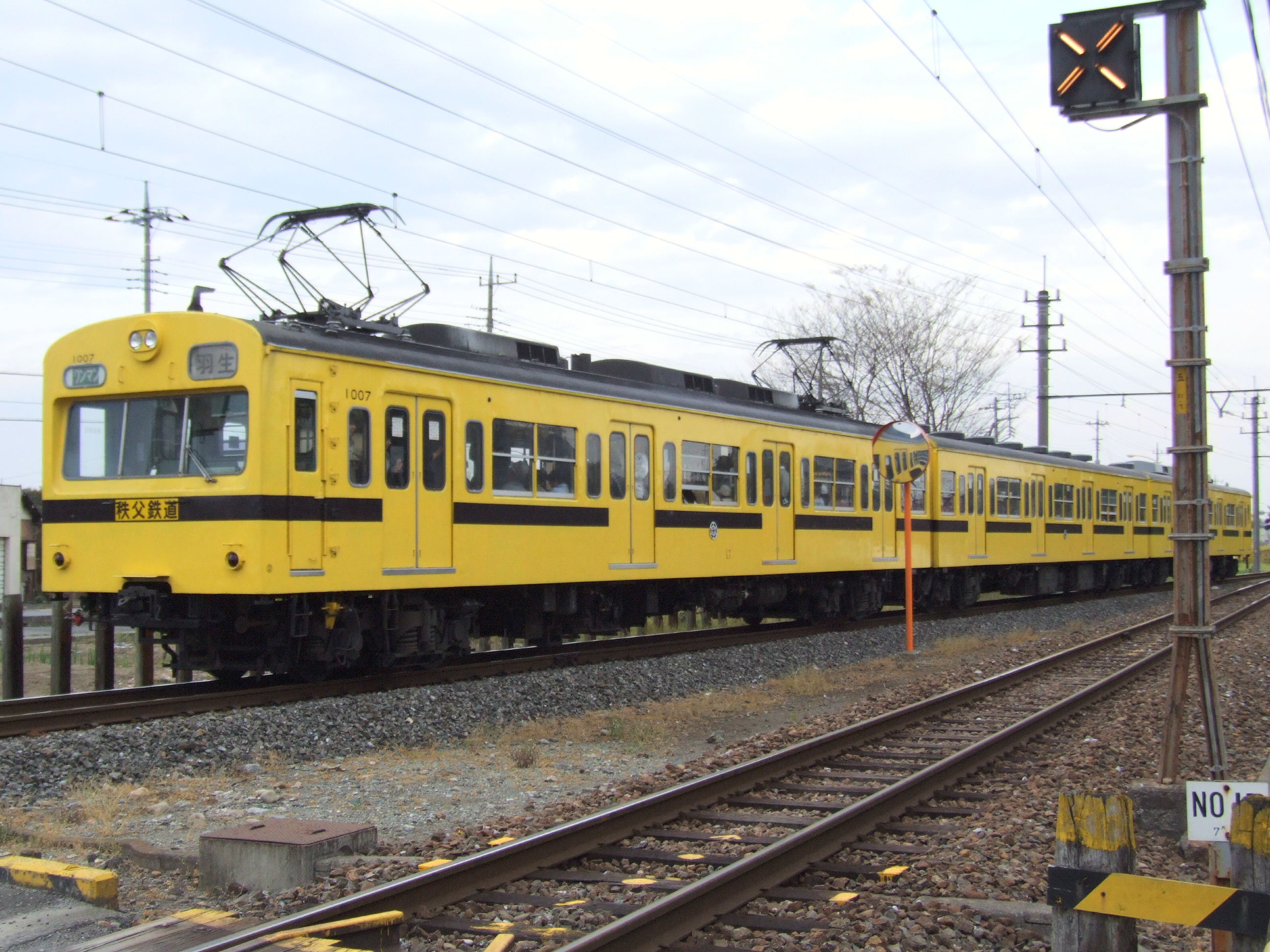
登場時の塗装に戻された1007号編成 （2010年4月11日 明戸駅）
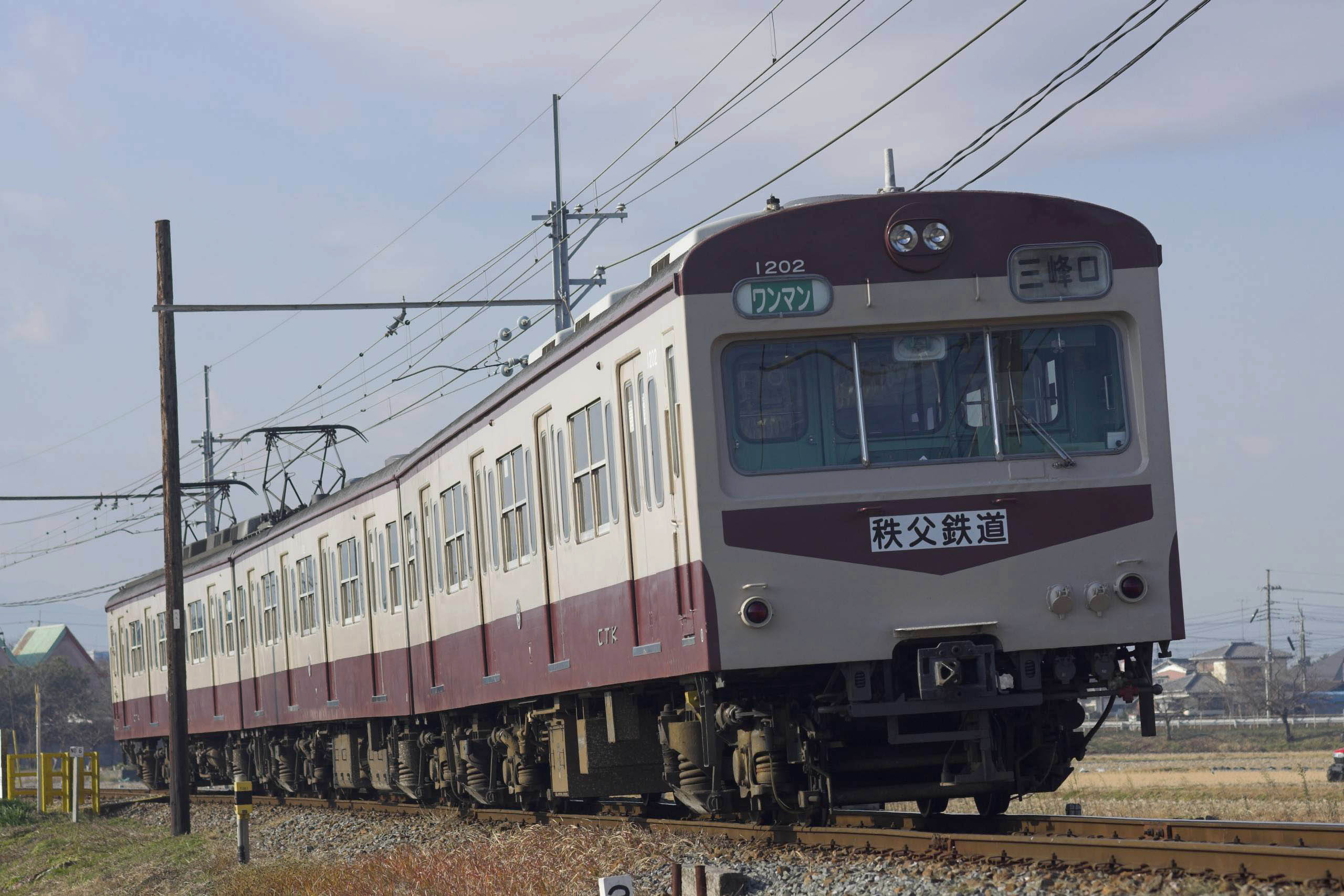
秩鉄リバイバル100形タイプ色となった1002号編成 （2010年1月3日 武州荒木駅付近）

## その他
- 冬季は室内温度保持のために長時間停車のある駅でドアの半自動扱いを行っているが、本系列にはドアの開閉ボタンがないため、停車中に乗車する場合はドアを手で開ける必要があった。
- 秩父鉄道が近年導入した中古の旅客車両で20年以上使用されているのは本系列のみであった[15]。また、1001編成のように国鉄時代より秩父鉄道で活躍していた方が長かった編成も存在した。
- 本系列の中で最も古い車両は1959年（昭和34年）製のデハ1006-デハ1106のユニットである。上表にあるようにモハ90形時代に製造された車両で、国鉄時代の最終期は武蔵野線用の難燃対策をした1000番台として運用されていた。
- 旧国鉄101系初期形の車両は「乗務員室の仕切り窓が大きい」「尾灯が埋め込み式」という特徴を持っており、武蔵野線向けの改造車である1000番台は「乗務員室仕切り窓について中央に窓がない」という特徴を持っているが、これらに該当するデハ1006は「乗務員室仕切り窓が小さい」「尾灯が外はめ式」「乗務員室仕切り窓について中央にも窓がある」という状態に改装されている。その一方で「枕木方向のつり革がない」「戸袋窓のロールカーテン収納部が独立」といった特徴は、デハ1106を含め原形のまま残されている。
- 優先席部分のつり革は長らく他の部分と同様白色の円形のものであったが、2009年頃より順次オレンジ色で三角形のものに交換された。

## 運用
1990年代前半まで行楽シーズンや秩父夜祭の時期に国鉄・JR東日本から国鉄型車両が乗り入れていた関係からか、秩父鉄道では線区の事情にマッチし、手を加えながら主力として譲受後20年以上にわたって使用された。
しかし、製造から半世紀以上経過して老朽化が顕著になってきたため、秩父鉄道では2008年度から2012年度にかけて順次本系列の更新を行う方針を発表。2008年度は東京急行電鉄から8500系8両を購入し、7000系と形式称号を改めて2009年3月下旬から3両編成2本が運行を開始した。これにより1004号編成と1006号編成が運用を離脱し、本形式初の廃車となった。
2009年度以降は同じく東京急行電鉄から8090系を購入した7500系・7800系の導入によってさらなる置き換えが進み、最後に残った1003号編成も2014年3月21日 - 23日の貸切列車をもって営業運転を終了、同月31日付で廃車となり、本形式は全廃となった。